# Инцаго
Инца́го (итал. Inzago, ломб. Inzagh, лат. Andiciacum, Anticiacum) — коммуна в Италии, в провинции Милан области Ломбардия.
Население составляет 9239 человек (на 2004 г.), плотность населения — 743 чел./км². Занимает площадь 12,3 км². Почтовый индекс — 20065. Телефонный код — 02.
В коммуне особо почитается Успение Пресвятой Богородицы, празднование во второе воскресение октября.